# 水広下池
水広下池（みずひろげいけ）は愛知県名古屋市緑区水広三丁目にある名古屋市所有のため池である。

## 概要
都市公園である水広公園内にあり、21,732平方メートル（2.17ヘクタール）の池敷面積および21.81ヘクタールの流域面積を持つ。池には雨水と湧水が流入し、扇川の支流である水広下川が流出する。
元々愛知郡相原村の敷地であったところに、1751年（宝暦元年）に同郡鳴海村の彦七が築造を開始し、1756年（宝暦6年）に北柴田新田（現在の名古屋市南区元柴田西町・元柴田東町付近）と南柴田新田（現在の東海市南柴田町付近）を開発した納屋町の柴田屋新兵衛へ譲渡したという。ところが1767年（明和4年）に堤が切れ、池敷米を出しながらも柴田新田はこれを修繕せずに放擲する。1792年（寛政4年）に尾張藩郡方代官であった井田忠右衛門が見分し、池の砂が扇川へ流出していたことから鳴海村に修繕させ、以後の水広下池は鳴海村の用水として利用されることになる。
農業用のため池として長らく樹林帯に囲まれていたが、1980年代後半より始まった近隣の土地区画整理ならびに1986年度（昭和61年度）の池周辺の公園整備で、集水域の環境にも大きな変化があった。1988年7月14日には水広下池魚つり場が開設された。2003年4月に土地区画整理の一環で地区公園として整備された。釣り池として親しまれる一方、名古屋市野鳥保護区にも指定され、多くの鳥の飛来が見られる。

## 交通アクセス
- 名古屋市営バス幹鳴子1号系統バス停より徒歩で約3分。

### 自動車
駐車場（約30台)がある。利用時間は午前9時から午後7時。